# 世界之窓駅
世界之窓駅（せかいのまど-えき）は中華人民共和国深圳市南山区にある、深圳地下鉄1号線と2号線の駅。

## 歴史
- 2004年12月28日 - 1号線の終着駅として開業。
- 2009年9月28日 - 1号線が深大まで延伸し、途中駅となる。
- 2010年12月28日 - 2号線赤湾駅方面が開通。
- 2011年6月28日 - 2号線新秀駅方面が開通し、途中駅となる。

## 駅構造

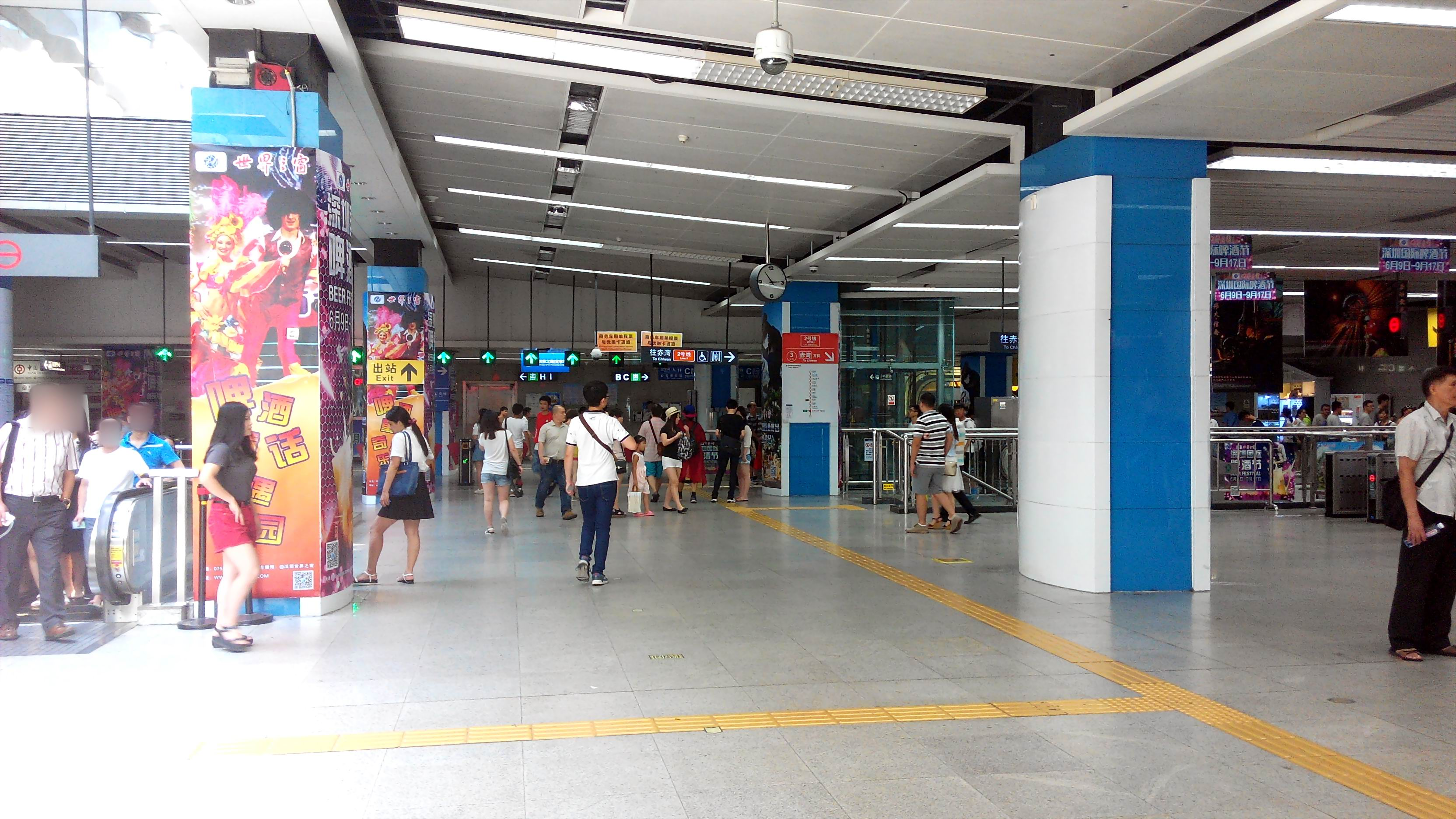
改札階コンコース

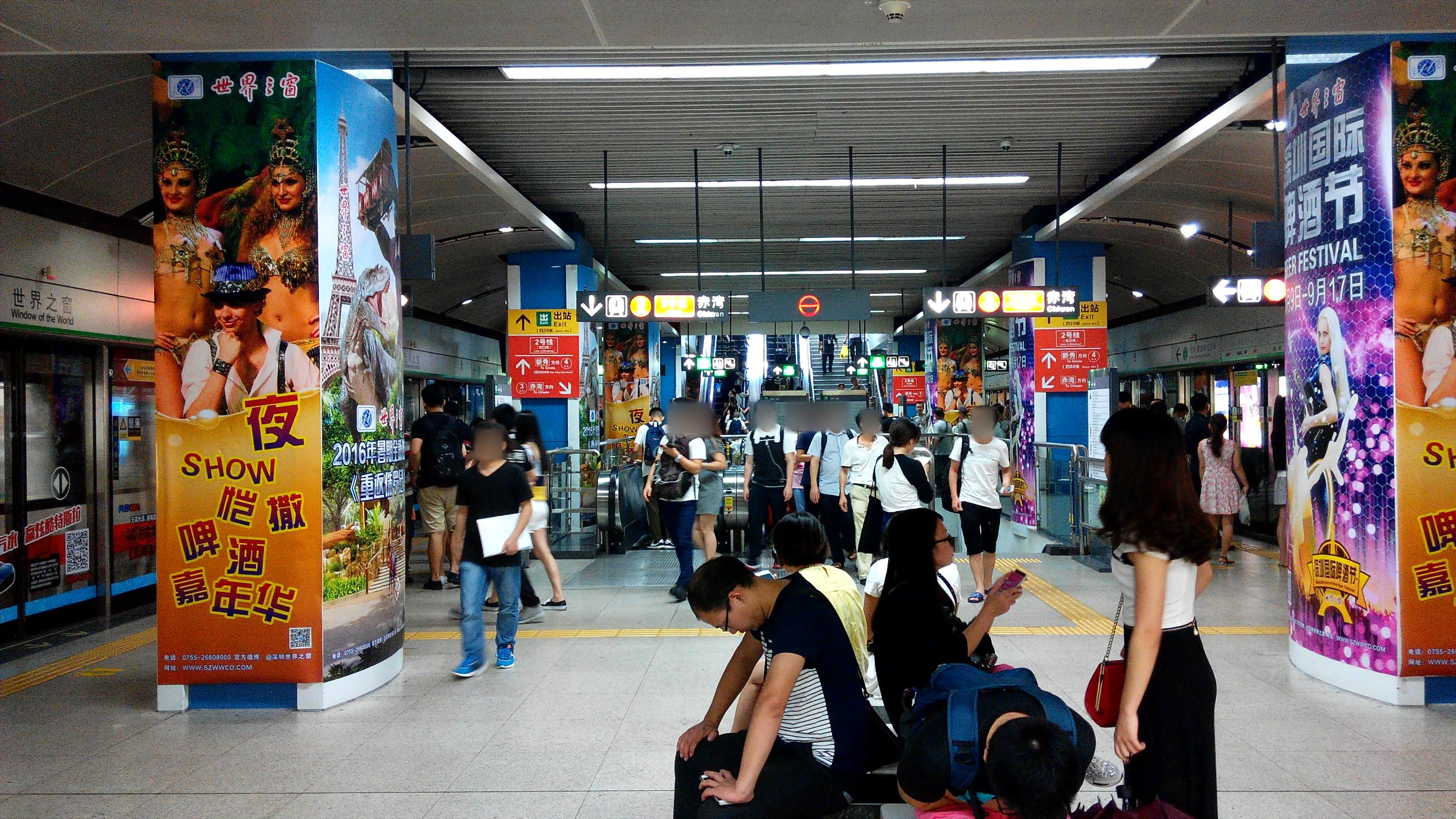
1号線ホーム

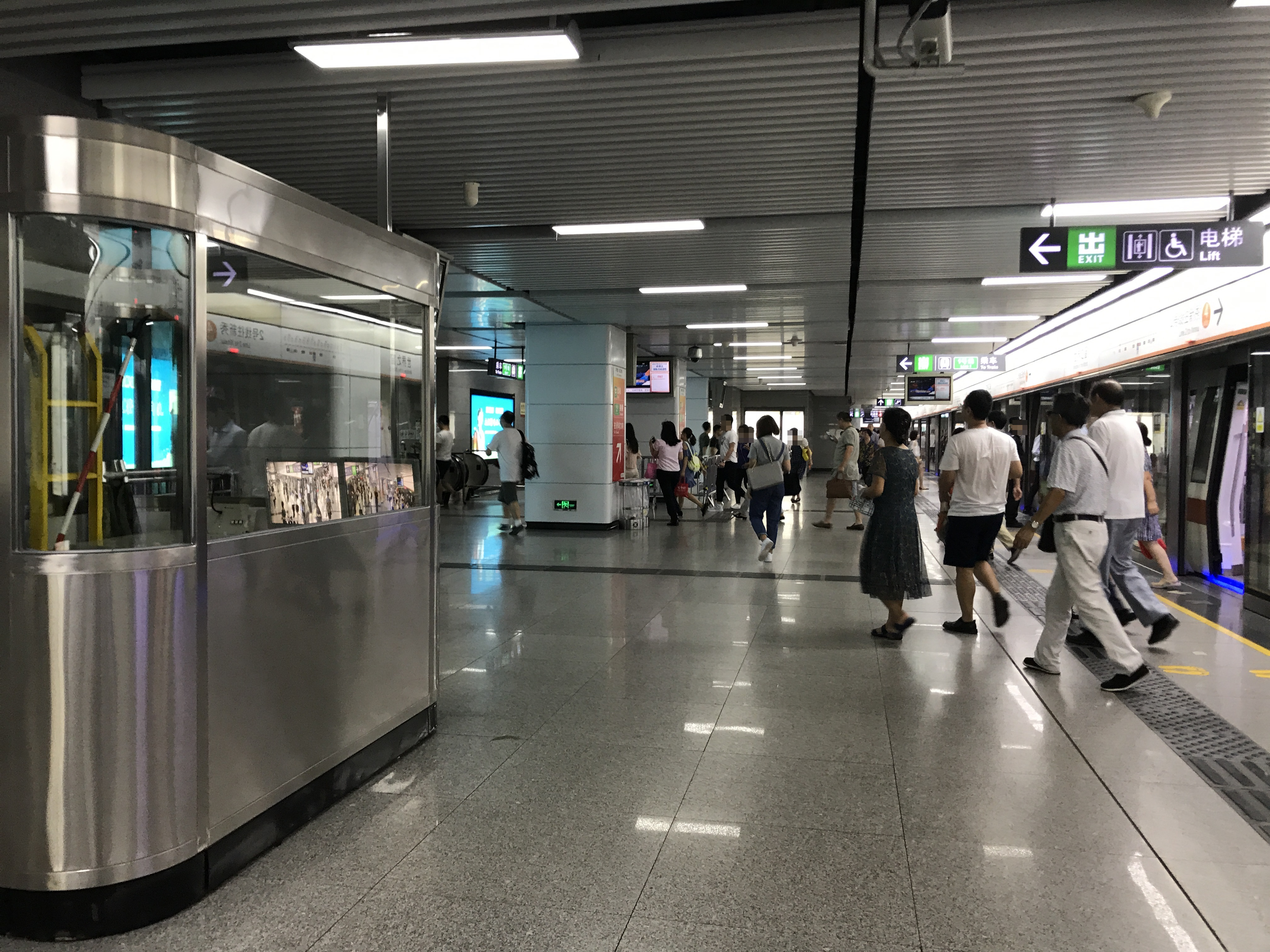
2号線ホーム

1号線は島式ホーム1面2線、2号線は相対式ホーム2面2線を有する地下駅。駅構内の総面積は9700平方メートルある。

### のりば
| 1号線ホーム (B2F) | ←■1号線 機場東方面 |
| 1号線ホーム (B2F) | 島式ホーム         |
| 1号線ホーム (B2F) | ■1号線 羅湖方面→   |
| 2号線ホーム (B2F) | 相対式ホーム       |
| 2号線ホーム (B2F) | ←■2号線 赤湾方面   |
| 2号線ホーム (B2F) | ■2号線 新秀方面→   |
| 2号線ホーム (B2F) | 相対式ホーム       |

## 駅周辺
- 世界之窓（中国語版）

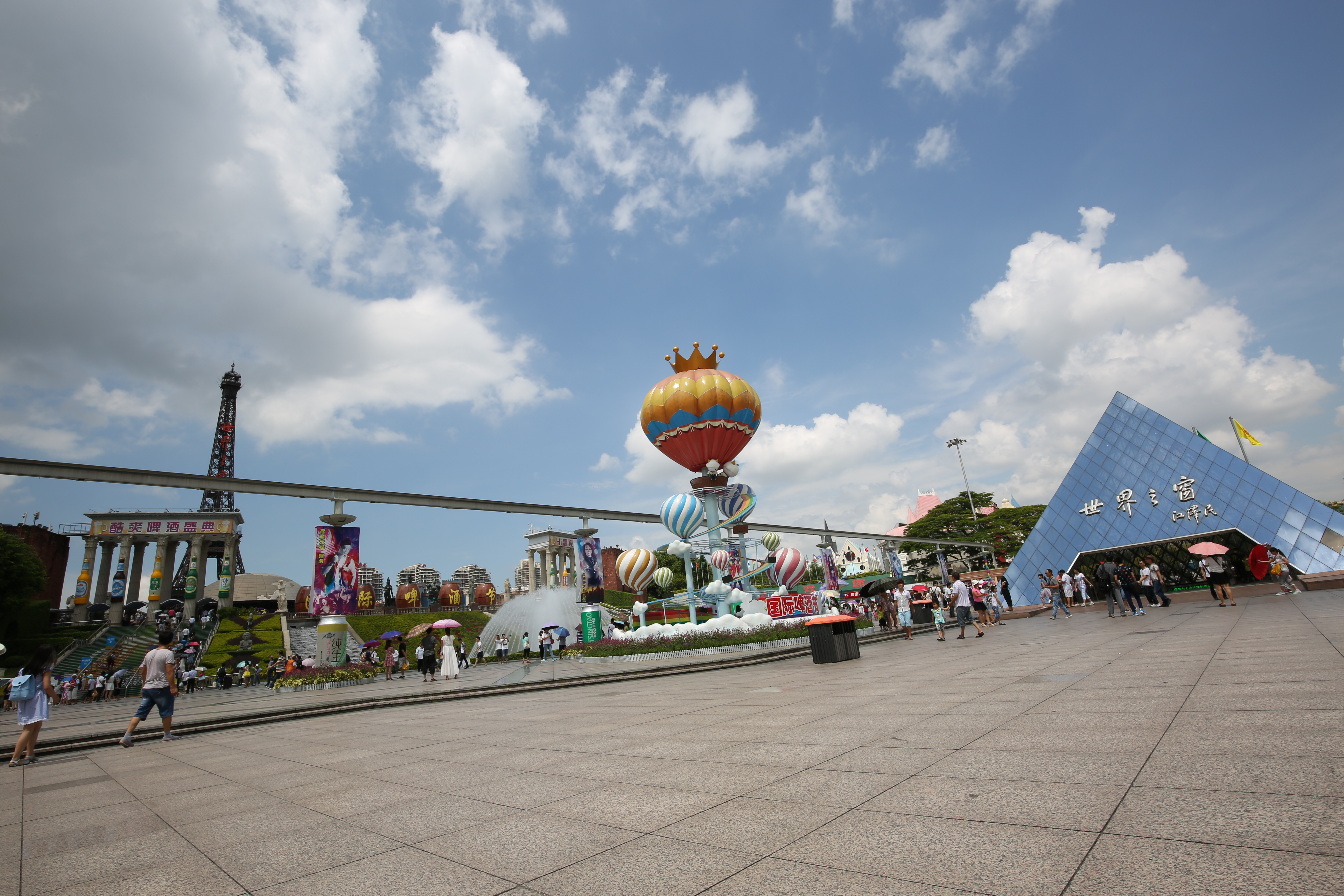
駅前の様子

  - 当駅は世界之窓モノレールへの連絡駅となっている。
- 深圳歓楽谷（中国語版）
- 益田假日広場（中国語版）
- 世紀村
- 美加広場
- 世界花園
- 東方花園
- 沙河病院
- 沙河小学

## 隣の駅
深圳地下鉄
■1号線
白石洲駅 - 世界之窓駅 - 華僑城駅
■2号線
紅樹湾駅 - 世界之窓駅 - 僑城北駅